# Хольмбоэ, Бернт Микаэль
Бернт Микаэль Хольмбоэ (норв. Bernt Michael Holmboe; 23 марта 1795 — 28 марта 1850) — норвежский педагог-математик, школьный учитель, издатель трудов Нильса Хенрика Абеля и автор учебника для средних школ, оказавший значительное влияние на математику в Норвегии. 

## Биография
Бернт Микаэль Хольмбоэ родился в коммуне Ванг 23 марта 1795 года в семье викария Йенса Хольмбоэ (1746—1823) и Катрины Холст (1763—1823). Бернт вырос в Эйдсберге вместе с девятью братьями и сёстрами. Он был старшим братом филолога Кристофера Андреаса Хольмбоэ. С раннего возраста он обучался на дому до того, как в 1810 году его зачислили в Соборную школу Осло, чтобы он смог получить среднее образование. В школе он занимался внеклассными занятиями по математике. В 1814 году он поступил в Королевский университет Фредерика. В этот период времени Норвегия отделилась от Дании, но в конце того же года по Кильскому договору она перешла под контроль Швеции. Хольмбоэ был представителем студенческой группы, выступавшей против присутствия шведских войск в стране. В то время это было громким заявлением, так как по состоянию на 1813 год в университете было всего семнадцать студентов.
Помимо личных занятий, Хольмбоэ посещал лекции Сёрена Расмуссена. В 1815 году он был назначен на должность научного ассистента у лектора университета Кристофера Ханстена, а также сам читал лекции. В начале 1818 года Хольмбоэ стал учителем математики в Соборной школе Осло (эта должность стала вакантной ещё в 1817 году). Изначально директор школы Якоб Ростед пригласил на должность учителя брата Хольмбоэ Кристофера Андреаса Хольмбоэ, который тоже изучал математику, но тот отказался от должности и сосредоточился на философии. В своём учении Бернт вдохновлялся французским математиком Жозефом Луи Лагранжем.
Во время работы в Соборной школе Осло Хольмбоэ познакомился с учеником Нильсом Хенриком Абелем. Хольмбоэ быстро обнаружил талант Абеля и назвал его «великолепным гением» в своём табеле успеваемости. В школьном отчёте Абеля по итоговому экзамену в июне 1820 года Хольмбоэ написал: «С необыкновенной гениальностью он сочетает в себе неугасимый пыл и интерес к математике, которые непременно сделают его, если он будет жив, великим математиком». В дальнейшем Хольмбоэ и Абель стали близкими друзьями. Двое младших братьев Хольмбоэ учились у Абеля. Абеля несколько раз приглашали в семейную резиденцию Хольмбоэ в Эйдсберге, в том числе на празднование Рождества. 
В 1825 году Хольмбоэ опубликовал свой первый учебник по математике «Lærebog i Mathematiken. Første Deel», состоящий из 274 страниц. В 1827 году он выпустил второй том учебника «Lærebog i Mathematiken. Første Deel», состоящий из 155 страниц. Целью учебников было развитие логического мышления (например: в геометрии он побуждал учеников представлять себе фигуру, а не изображать её на бумаге). Для их написания Хольмбоэ использовал свой педагогический опыт. Учебники стали широко использоваться по всей Норвегии.
В 1826 году Хольмбоэ был назначен лектором в Королевском университете Фредерика. Также с того же года и до своей смерти он преподавал математику в Норвежской военной академии. В 1834 году получил звание профессора Королевского университета Фредерика. В 1835 году профессор университета Кристофер Ханстен опубликовал собственный учебник математики для средних школ. Хольмбоэ написал рецензию на этот учебник для газеты Morgenbladet, в которой посоветовал школам не использовать его. В 1839 году Хольмбоэ отредактировал и опубликовал полное собрание сочинений Абеля в двух томах под названием «Oeuvres complètes de N.H. Abel».
Помимо педагогической деятельности Хольмбоэ занимался страхованием. С 1832 по 1848 год он был членом Комитета по надзору за частными благотворительными и вспомогательными компаниями (норв. Tilsynskomiteen for private forsørgelses- og understøttelsesselskaper), первого общественного комитета по надзору за страховыми компаниями в Норвегии. С 1847 года он был членом совета директоров страховой компании Gjensidige.

### Личная жизнь
Хольмбоэ был женат два раза. Его первой женой была Николине Антоние Финкенхаген, родившаяся в 1804 году в Тотене. Он женился на ней 14 июня 1834 года. У пары было три дочери: Фредерикке (род. 1835), Ханна (род. 1836) и Николине младшая (род. 1839), а также мертворождённый сын. Ханна умерла в возрасте двух лет. В 1839 году Николине Финкенхаген умерла после пяти лет брака. 15 декабря 1842 года Хольмбоэ женился на Ингеборге Торп, родившейся в 1812 году в Воссе. У пары было четверо детей: Кристофер Готтхард (род. 1843), близнецы Катрине и Йенс (род. 1846) и Олава Софи (род. 1849). Кристофер умер в возрасте одиннадцати лет, а Олава Софи в пять лет.

## Наследие
В 2005 году была учреждена «Мемориальная премия Бернта Микаэля Хольмбоэ», присуждаемая ежегодно вместе с призовым фондом в размере 100000 норвежских крон, предоставляемая Фондом Абеля, который также присуждает Абелевскую премию. Улица «Holmboes gate» в районе Майорстуен, Осло, названа в честь Бернта Хольмбоэ. До 1879 года улица называлась «Hansteens gate» в честь Кристофера Ханстена.